# Cirillona
Cirillona (Siria, fl. IV sec. – Siria, fl. IV sec.) è stato un poeta siro.
Egli fu uno dei primi poeti in lingua siriaca, attivo verso la fine del IV sec.

## Biografia
Venne indicato dall'orientalista tedesco Gustav Brickell come il più importante poeta siro dopo Sant'Efrem il Siro, di cui fu un più giovane contemporaneo e si è discusso che potesse essere un suo nipote. Fu anche un più vecchio contemporaneo del poeta San Balai di Qenneshrin.

## Opere
Ci sono rimaste in tutto soltanto cinque poesie, tutte esaminate e commentate dallo studioso Carl Griffin. La poesia Sul granello del frumento è di dubbia autenticità. La sua poesia Zaccheo, che parla dell'invasione della Siria da parte degli Unni, è conservata in un manoscritto custodito nella British Library di Londra.